# Лабилна хипертензија
Лабилно хипертензија или хипертензија која се лако мења, један је од термин за висок крвни притисак или хипертензију  хипертензију која се јавља када се крвни притисак особе више пута у току дана или изненада мења од нормалног до абнормално високог нивоа, обично током стресних ситуација.
Нормално је да се крвни притисак повремено  мења током дана, нпр. током  Физичка активности, већи унос соли, кофеина, алкохола, током сна и емоционални стреса, али за разлику од ових стања лабилну хипертензију карактеришу промене крвног притиска које су много израженије од физиолошких.
Генерално, организам се временом прилагођава повећаном крвном притиску и учи да живи са њим тако да пацијент не осећа никакве симптоме. Међутим, ово стање повећава оптерећење срца и крвних судова и има дугорочне последице по његово здравље.

## Дефиниције
Хипертензија или висок крвни притисак
Дефинише се као  патолошко стање које карактерише систолни крвни притисак изнад 140 ммХг (18,7 кПа) и дијастолни изнад 90 мм Хг (11,9 кПа). Најчешће су повишени и један и други - систолни (горњи) и дијастолни (доњи). Може се само подићи систолни, само дијастолни или је систолни повишен а дијастолни смањен.
Лабилном хипертензија
Дефинише се као крвни притисак чија вредност се креће од 130/80 ммХг и више у кратком временском периоду, а  потом с е после одређеног врема враћа у нормалу. 
Од 1960-их до 1980-их, термин лабилна хипертензија имао је потпуно другачије значење. Тада је дефинисана као средња категорија између нормотензије и трајне хипертензије, са очитањима која варирају изнад и испод граничне тачке од 140/90 мм Хг. Данас би се ово сматрало граничном или благом хипертензијом.

### Варијабилност, реактивност и лабилност крвног притиска
У опису склоности крвног притиска да флуктуира, термини варијабилност, реактивност и лабилност су широко коришћени. 
Варијабилност крвног притиска  - се обично дефинише као просечна варијација крвног притиска током дана, квантитативно изражена као стандардна девијација амбулантних очитавања крвног притиска. Повећан је код хипертензивних особа и повећава се са старењем. Смањена осетљивост барорецептора може бити фактор који доприноси. Чини се да терапија антихипертензивним лековима не утиче на то.
Студије се разликују у погледу тога да ли је варијабилност крвног притиска повезана са кардиоваскуларним ризиком. Међутим, чак и ако таква повезаност постоји, нејасно је да ли је варијабилност крвног притиска узрок или само маркер кардиоваскуларног ризика, можда једноставно одражавајући артеријску крутост. Физичка активност може објаснити већи део дневне варијабилности крвног притиска, додатно умањујући прогностички значај.
Реактивност крвног притиска - се дефинише као одговор на стресоре околине, обично квантитификован као одговори на стандардизоване лабораторијске стресоре. И у лабораторији и у клиничкој области, особе са повећаном реактивношћу се понекад називају „врућим реакторима“.
Реактивност крвног притиска је тешко квантификовати јер се реактивност појединца разликује од стресора до стресора, па чак и након поновног тестирања са истим стресором.  Даље замагљујући њен смисао, реактивност у лабораторији не предвиђа снажно реактивност на стресоре из стварног живота. Иако су многи сумњали да реактивност крвног притиска може да предвиди будући развој хипертензије и ризика од КВС, студије нису откриле да је то тачно.
Лабилност крвног притиска - је карактеристична за људски крвни притисак и не постоји јасна дефиниција која разликује нормалну од абнормалне лабилности. Термин лабилна хипертензија, иако се широко користи, такође нема прихваћену дефиницију и више је клинички утисак него специфична дијагноза. 

## Епидемиологија
Преваленција лабилне хипертензије у Сједињеним Америчким Државама се процењује на више од 40 милиона одраслих,  самогућим  развојем ризика од хеморагијског можданог удара.   Лабилна хипертензија у САД  је најчешћа у Шарлотсвилу у Вирџинији са до 11% популације.  

### Сатрост
Просечна старост особа са лабилном хипертензијом је 64±13 година.  Утврђено је да је старење једна од карактеристика која је у великој мери повезана са флуктуацијама крвног притиска тако да се током дана или ноћи систолни и дијастолни притисак смењују и показују абнормални дневни образац.

## Етиологија
Већина смерница за лечење хипертензије фокусира се на просечни крвни притисак (БП) процењен на основу очитавања код куће или у ординацији лекара. Међутим, мало пажње се поклања лабилном крвном притиску. Практично сви лекари су упознати са термином лабилна хипертензија, али не постоје квантитативни критеријуми који би је дефинисали или дијагностиковали. 
Њени ефекти на кардиоваскуларни систем (КВС)  су нејасни и не постоје смернице за његово лечење. Утицај лечења лабилне компоненте хипертензије на стање КВС такође није познат. Упркос томе, лабилно повишење крвног притиска је уобичајена клиничка дилема.
Нормално је да крвни притисак варира из тренутка у тренутак и из дана у дан. Флуктуација крвног притиска је повезана са многим факторима као што су:
- физичка активност,
- емоције,
- положај тела,
- респираторни циклус,
- исхрана,
- унос соли,
- унос алкохола,
- недостатак сна и други.

Чак и код иначе нормотензивних особа, флуктуација крвног притиска може бити значајна у тренуцима физичког или емоционалног стреса или чак без отворене провокације. 
У ординацијама лекара, очитавања могу бити веома стабилна код неких пацијената, док се код других значајно разликују.

### Типови лабилне хипертензије
Иако постоје два различита типа хипертензије, основни механизми на основу којих крвни притисак варира од нормалног до абнормално високог код ове хипертензије су истоветни исти.
Лабилна хипертензија
Нормално се јавља током емоционалних или друштвених стресора и можда неће физички показати симптоме. Тренутно, постоје ограничења тренутног знања иза механизама лабилне хипертензије и клиничари још увек проналазе будући клинички третман.
Пароксизмална хипертензија
Јавља се насумично током дана, али се каже да је пароксизмална хипертензија узрокована потиснутим узнемиреним емоцијама као што је интензиван страх због трауме из прошлости. Неки од физичких симптома који прате укључују главобољу, слабост и страх. Ова хипертензија се разликује од паничног поремећаја који се карактерише екстремно повишењем крвног притиска које није изазвано страхом. Код паничног поремећаја, повишење крвног притиска је углавном благо и обично је изазвано страхом или паником.  У ову групу се сврстава и мали проценат, отприлике 2% оних са сумњом да имају феохромоцитом, тумор у надбубрежним жлездама, који укључује симпатички нервни систем и лечи се на исти начин као и пароксизмална хипертензија.

## Дијагноза
Дијагноза се поставља  једноставно мерењем крвног притиска. Мерење код куће је важно, јер код неких пацијената притисак значајно скаче када га мери лекар. Код куће притисак треба мерите два пута ујутру и два пута пута увече четири узастопна радна дана. Пола сата пре мерења пацијент не би требало да има физичку активност, да не пушити и да не пије кафу.
Рука се поставља на сто у висини срца, а манжетна је такође постављена у висини срца. Ако се крвни притисак мери на обе руке, бележи се већа вредност. Затим одређује средња вредност мерења,  при чему се не узима у обзир први дан мерења.
Раде се лабораторијске анализе крви (глукоза, укупни холестерол, ХДЛ – холестерол, триглицериди, креатинин, мокраћна киселина, калијум, хемоглобин, хематокрит и преглед урина),  преглед очног дна, ултразвучни преглед бубрега и надбубрежних жлезда, доплер бубрежних, каротидних и феморалних артерија,  ЕКГ срца, тест оптерећења и, ако је потребно, ултразвук срца.
Не препоручује се пацијентима да проверавају крвни притисак сваки дан, јер то може изазвати више анксиозности у вези са крвним притиском и погоршати проблем.

## Терапија
Не постоје утврђени критеријуми за лечење лабилне хипертензије, јер то зависе од чињенице колико често и колико високо варира крвни притисак.

### Хигијенско-дијететски режим
Хигијенско – дијететски режим подразумева:
- мањи унос соли (мање од три грама дневно),
- мали унос кафе,
- малу унос масне хране,
- већи унос калијума (налази се у бананама, наранџастом воћу и поврћу као што су кајсије, наранџа, шаргарепа),

- физичка активност (брзо ходање у трајању од 30 - 45 минута, најмање 3 - 5 пута недељно)

- смањење телесне тежине.

### Медикаментозна терапија
Комбинацијом неколико антихипертензива може се постићи добра регулација крвног притиска. Групе лекови који се користе су антагонисти калцијума, АЦЕ инхибитори, диуретици, алфа и бета блокатори и блокатори ангиотензинских рецептора. Терапију може прописати само лекар, јер не постоји комбинација лекова која свима одговара. 
Бета-блокатори су лекови који се користе за лечење и других врста хипертензије, а могу бити од кориснтии код лабилне и код пароксизмалне хипертензије јер су у интеракцији са симпатичким нервним системом. У овим случајевима, бета-блокатори се не користе за снижавање крвног притиска, већ ради смањења симптома повезаних са овим стањима као што су црвенило, лупање срца или главобоља. Често се користе у комбинацији са третманима против анксиозности. Примери често коришћених бета-блокатора за ова стања укључују:
- атенолол
- бисопролол
- надолол
- бетаксолол

Ако пацијент има лабилну хипертензију пре операције или медицинске процедуре, ови лекови се такође могу дати непосредно пре процедуре.
Недавне студије о лечењу лабилне хипертензије показале су поражавајуће резултате, наиме лекови нормализују крвни притисак само код 30% пацијената са лабилном хипертензијом. То је последица, с једне стране, лошег одабране комбинације лекова, а са друге стране и чињеница да се пацијенти често тога не придржавају прописане терапије. Код таквих пацијената често се прописују лекове против анксиозности (према потреби) како би помогли у управљању анксиозношћу (стрепњом)  и стресом повезаним са одређеним догађајима. Примери лекова против анксиозности који се користе само за краткорочно и ситуационо лечење анксиозности укључују:
- алпразолам (ксанакс)
- клоназепам (клонопин)
- диазепам (валијум)
- лоразепам (ативан)

Дуготрајно лечење анксиозности које захтева свакодневно узимање лекова укључивало би лекове познате као ССРИ, као што су:
- пароксетин,
- сертралин,
- есциталопрам
- циталопрам.

| Препроцедурално повећање крвног притиска. |
| Профилактичка терапија |
| Орални α-блокатор + β-блокатор 2-3 дана и/или анксиолитички агенс |
| Акутна терапија |
| Интравенски (ИВ) лабеталол и/или анксиолитички агенс (орални или ИВ) |
| Тешка лабилна хипертензија |
| Акутна терапија |
| Индикације за акутну терапија нису утврђене |
| Размотрите интравенски лабеталол ако је крвни притисак озбиљно или симптоматски повишен                                                                                        |
| Хронична терапија |
| Орални α-блокатор + β-блокатор + други лекови ако је крвни притисак у мировању повишен                                                                                         |
| Анксиозност изазвана због очитавања крвног притиска |
| Акутна терапија |
| Неназначен |
| Хронична терапија |
| Орални α-блокатор + β-блокатор |
| Пароксизмална хипертензија |
| Акутно лечење пароксизма |
| Тешки пароксизам (нпр. систолни крвни притисак >220 мм Хг или дијастолни крвни притисак >130 мм Хг, или ниже вредности у зависности од клиничких околности) или тешки симптоми |
| ИВ лабеталол или ИВ нитропрусид |
| Блажи пароксизми |
| Централни α-агонист (нпр. орални клонидин) и/или анксиолитик |
| Или орални α-блокатор + β-блокатор са прилично брзим почетком (нпр. лабеталол или метопролол + празосин)                                                                       |
| Хронична превентивна терапија |
| Мање интензиван режим: за благе до умерене понављајуће пароксизме |
| α-блокатор + β-блокатор |
| Интензивнији режим (ако су чести, тешки пароксизми упркос α‐/β‐блокади и/или смањеном функционисању као резултат понављајућих пароксизама):                                    |
| Антидепресив (селективни инхибитор поновног преузимања серотонина или трициклични или други антидепресив), вероватно са α-блокатором + β-блокатором                            |
| Нормална лабилност код пацијената са рањивим основним стањима |
| Хронична терапија |
| Орални α-блокатор + β-блокатор у комбинацији са другим агенсима за постизање најнижег прихватљивог крвног притиска у мировању                                                  |

## Превенција
Да би се спречили будуће епизоде лабилне хипертензије, можете се покушати следеће:
- одвикавање од пушења,
- ограничите унос соли,
- ограничити унос кофеина
- избегавајте алкохол
- управљање нивоима стреса; вежбање, медитација, дубоко дисање, јога или масажа су доказане технике за смањење стреса
- узимање лекове против анксиозности или других лекова и третмане који је прописао лекар

## Компликације
Привремено повећање крвног притиска може довести до оптерећења срца и других органа. Ако се ови привремени скокови крвног притиска дешавају често, то може изазвати оштећење бубрега, крвних судова, очију и срца.
Флуктуације крвног притиска могу бити посебно опасне за људе са већ постојећим обољењима срца или крвних судова, као што су ангина, церебрална анеуризма или анеуризма аорте.
Новија истраживања су открила да нелечена лабилна хипертензија доводи у неку особу у већи ризик од срчаних обољења и смрти, у поређењу са онима који се правовремено лече.
Заједно са срчаним обољењима, друге студије су откриле да људи са нелеченом лабилном хипертензијом имају повећан ризик од:
- оштећење бубрега
- ТИА (транзиторни исхемијски напад)
- срчаног удара
- можданог удара.